# Дренажний канал
Лоток поверхневого водовідведення — збірна конструкція для збирання та відведення поверхневих стічних вод у складі систем поверхневого водовідведення.
Використовується, як правило для облаштування лінійного водовідведення.